# کارل گوستاف اکسل هارناک
کارل گوستاف اکسل هارناک (Carl Gustav Axel Harnack; ۷ مهٔ ۱۸۵۱ – ۳ آوریل ۱۸۸۸) ریاضی‌دان اهل آلمانی‌های بالتیک بود.
از ۱۸۶۹ تا ۱۸۷۳ ریاضیات را در دانشگاه تارتو و از ۱۸۷۴ در دانشگاه فریدریش-آلکساندر ارلانگن-نورنبرگ تحصیل کرد.